# Amatorul (film din 1979)
Amatorul (în poloneză Amator) este un film psihologic polonez din 1979, regizat de Krzysztof Kieślowski pe baza unui scenariu original. Rolurile principale au fost interpretate de actorii Jerzy Stuhr, Malgorzata Zabkowska și Ewa Pokas. Personajul principal al filmului este un furnizor dintr-o fabrică industrială, Filip Mosz (Stuhr), a cărui viață se schimbă după ce își cumpără un aparat de filmat pentru amatori.
Amatorul, considerată o lucrare revoluționară în cariera regizorului Kieślowski, este inclusă în categoria cinematografiei anxietății morale. Regizorul, ținând cont de propria sa experiență anterioară în realizarea de filme documentare, a arătat pericolele profesiei de realizator de documentare. Opera lui Kieślowski a fost primită cu căldură atât de criticii polonezi, cât și de cei străini: scenariul, tratamentele autoreferențiale și o abordare critică a artei filmului au fost lăudate, în timp ce intriga stereotipă a soției personajului principal a stârnit reticență. Filmul a câștigat Medalia de Aur și distincția FIPRESCI la Festivalul Internațional de Film de la Moscova, ceea ce a deschis calea pentru cariera internațională ulterioară a regizorului.